# エアリンガス・リージョナル

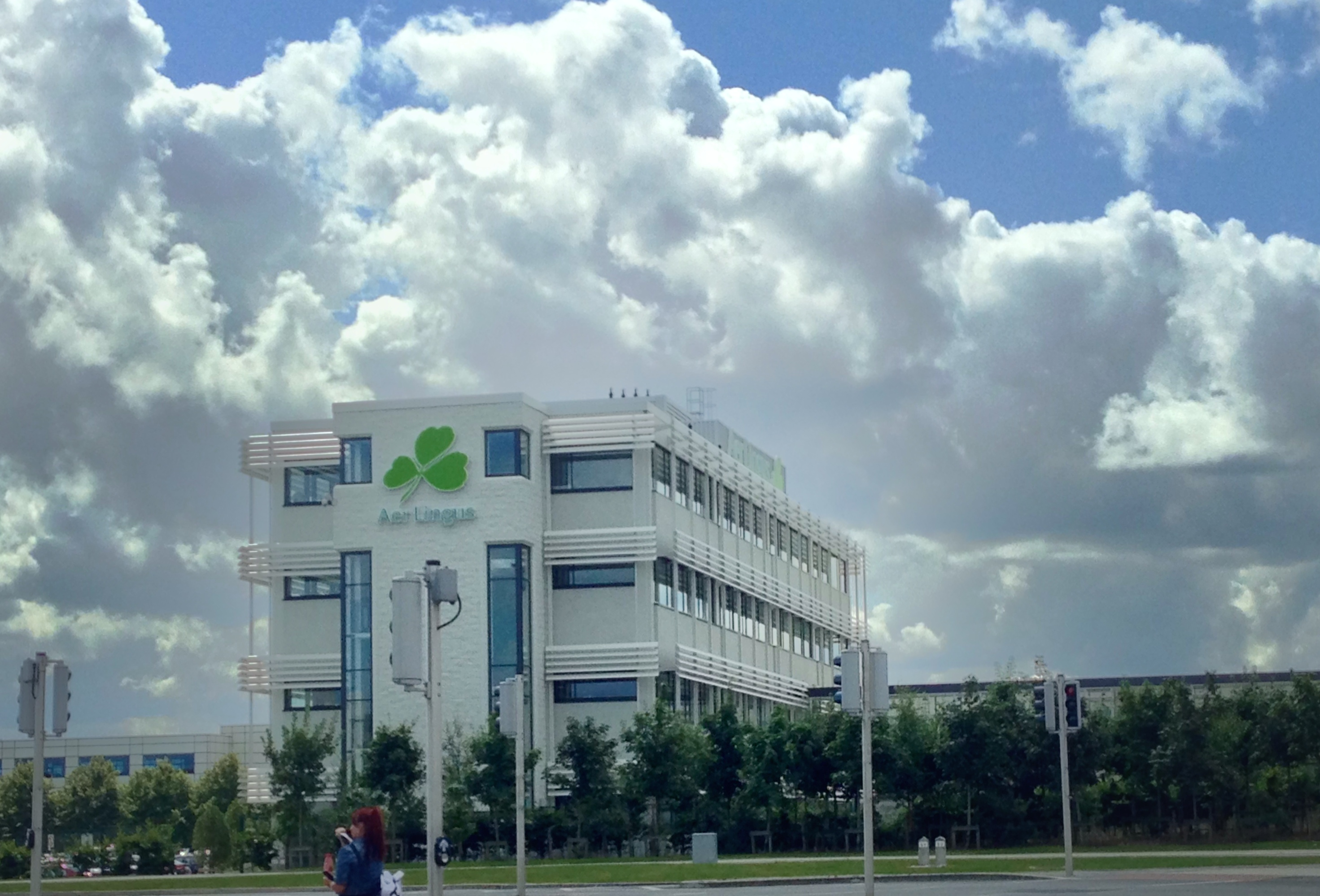
親会社エアリンガスの本社（2014年8月 ダブリン空港）

エアリンガス・リージョナル（Aer Lingus Regional）は、アイルランドのコミューター航空会社のストバートエアが運航する、エアリンガスの子会社である。 

## 沿革

### 発足
2010年1月6日にエアリンガスが別の航空会社であるエアーアラン（現在のストバートエア）が当社に代わり、イギリスの路線を拡大することに関心があることを発表した。これはまた、ダブリンについての言及がなく、コークの拡張のみとしてマークされていた。エアリンガスは、実際の金融引き継ぎなしで、エアーアランの飛行機の隔壁席を購入すると述べた。 
2010年1月26日、エアリンガスとエアーアランがフランチャイズ契約を結ぶことが確認された。同日に、コーク - グラスゴー線の新規路線に加え、ダブリンからドンカスター・シェフィールド、ティーサイドへの路線がエアリンガス・リージョナルによって発表された。また、エアーアランが運航していたすべてのコーク線をエアリンガス・リージョナルに移転されることも決定された。また、ダブリンからブラックプールとカーディフへの路線も移転され、一部がエアーアランの路線として残った。 
エアーアランとエアリンガスはエアリンガス・リージョナルを共同設立したが、エアーアランはすべての路線を運航し、同社の乗務員が搭乗し、管理することになっている。すべての航空機はエアリンガス・リージョナルのの塗装が施されており、新たな路線も発表されることを期待していた。 

### その後の開発
2012年3月14日、エアーアランは、自社ブランドサービスのすべてを2012年3月25日からエアリンガス・リージョナルに合理化することを確認した。エアリンガスに移転された路線には、ダブリンからマン島とケリー、ウォーターフォードからロンドン・ルートン、ロンドン・サウスエンド、マンチェスターが含まれる。その後、ウォーターフォードからのすべての路線を廃止した。2012年7月11日、エアーアランは、ATR72-600を8機購入し、運用の拡大を発表した。最初の航空機は2013年4月下旬に納入された。 
2014年3月20日、エアーアランがさらなるフランチャイズ契約を模索できるように、ストバートエアに会社名を変更し、形成する意向を発表した。エアリンガス・リージョナルの運営に変更はなかった。2014年11月27日、ストバートエアは2015年2月1日からダブリン - ドニゴール間の公共サービス義務（PSO）契約を獲得した。既存のダブリン - ケリー線も2017年に延長された。同日、シャノンへからのすべての路線は2015年1月5日から廃止されたことが確認され、基地は同日に閉鎖された。しかしその後、シャノンへの路線を再開した。 
2018年1月、国会議員のシェーン・ロス運輸大臣は、ストバートエアが2022年1月まで、ダブリンからケリーとドニゴールへの2つのPSO路線を継続すると発表した。同年、冬季に追加の70,000席を追加し、週580便を運航する航空会社となった。 
新型コロナウイルス感染症の流行により、すべての国際便は限られたスケジュールに削減され、3月28日から追って通知があるまで一時的に運休された。2つの国内PSO路線は、引き続き維持していた。ストバートエアの便不足のため、400名の従業員のほとんどを一時解雇する必要があった。ストバートエアの労働力の16％だけがアイルランドの国内線を運航するために保持された。 
インターナショナル・エアラインズ・グループ（IAG）の第1四半期の決算が発表されたときに、ウィリー・ウォルシュ最高経営責任者（CEO）は、ストバートエアの契約が2022年末に満了すると、別の航空会社が路線を運航する可能性があることを明らかにした。 

## 就航地

### 国際線
自社国際線路線を開設しているアイルランドの空港はダブリン空港、コーク空港、シャノン空港である。
2020年5月現在、ストバートエアが運航しているエアリンガス・リージョナル定期便の国際路線は以下の通り。
 イギリス
- ダブリン/コーク/シャノン - バーミンガム
- ダブリン/コーク - マンチェスター
- ダブリン/コーク - ブリストル
- ダブリン - ニューキー
- ダブリン -  リーズ
- ダブリン - ニューカッスル
- ダブリン/コーク - エディンバラ
- ダブリン/コーク - グラスゴー
- ダブリン - アバディーン

 マン島
- ダブリン - マン島

 フランス
- ダブリン - レンヌ

 ジャージー
- ダブリン -  ジャージー（季節運航）

### 国内線
2020年5月現在、ストバートエアが運航しているエアリンガス・リージョナル定期便の国内路線は以下の通り。親会社のエアリンガスは、アイルランド国内線を運航していない。
 アイルランド
- ダブリン - ケリー
- ダブリン - ドニゴール

 イギリス
- - ベルファスト - エディンバラ（2020年8月27日就航予定[17]）
  - ベルファスト - エクセター（2020年8月28日就航予定[17]）
  - ベルファスト - マンチェスター（2020年9月14日就航予定[17]）
  - ベルファスト - バーミンガム（2020年9月14日就航予定[17]）
  - ベルファスト - イースト・ミッドランズ（2020年10月1日就航予定[17]）
  - ベルファスト - リーズ・ブラッドフォード（2020年10月1日就航予定[17]）

## 運航機材
2020年7月現在、エアリンガス・リージョナルの機材は以下の通り。

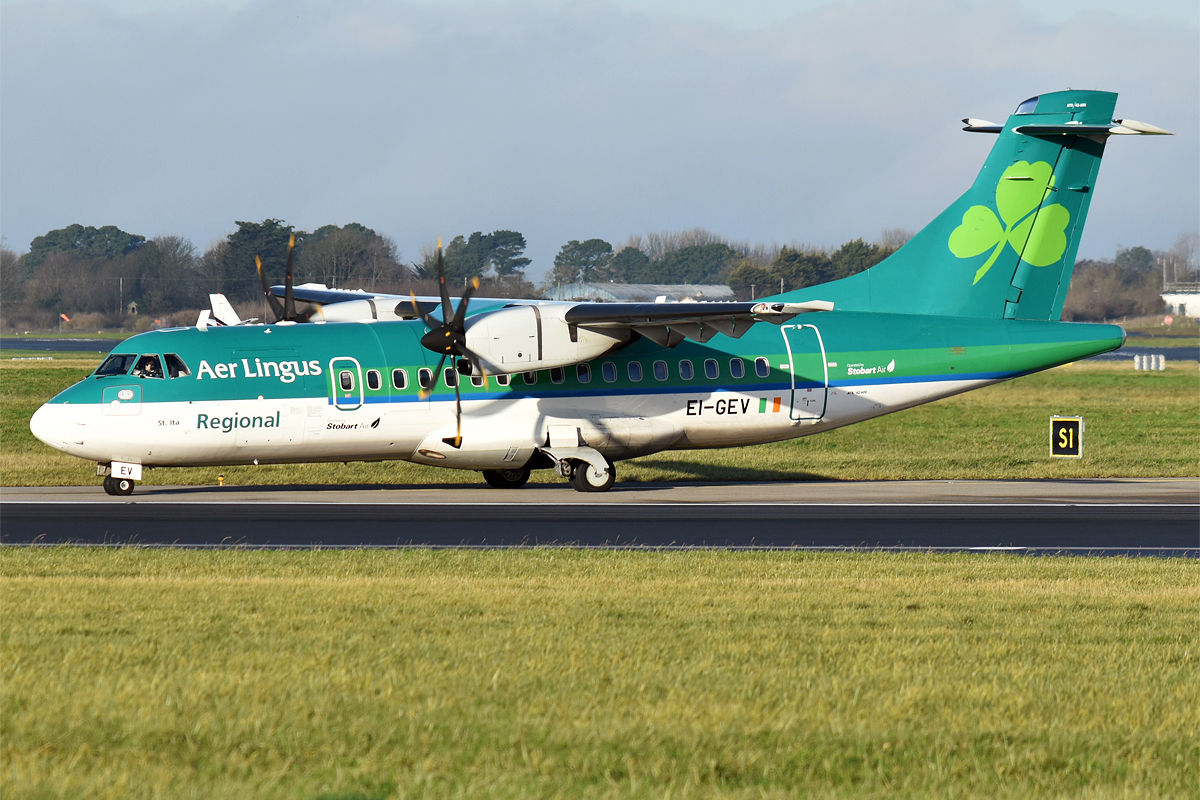
ATR42-600
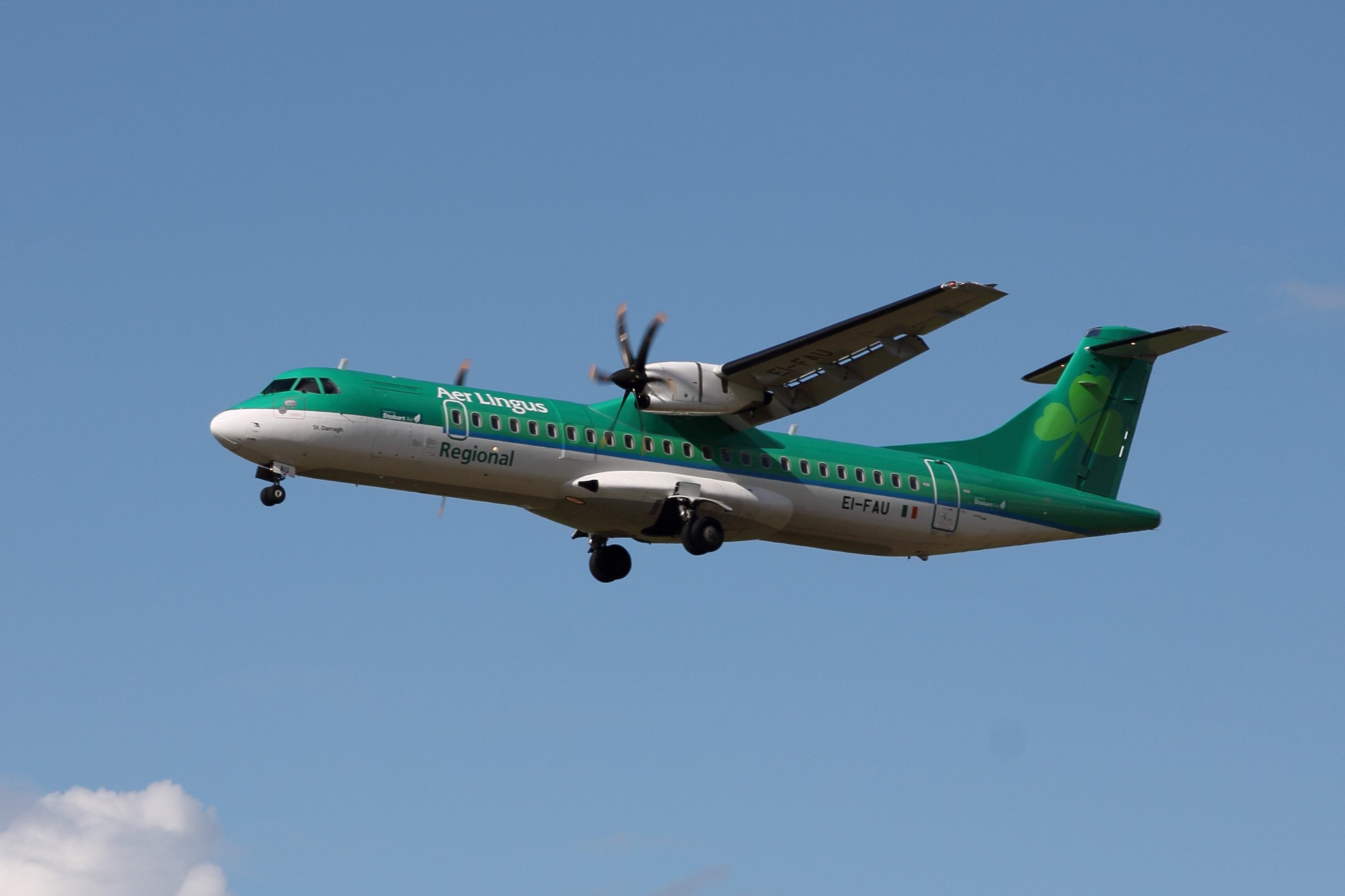
ATR72-600
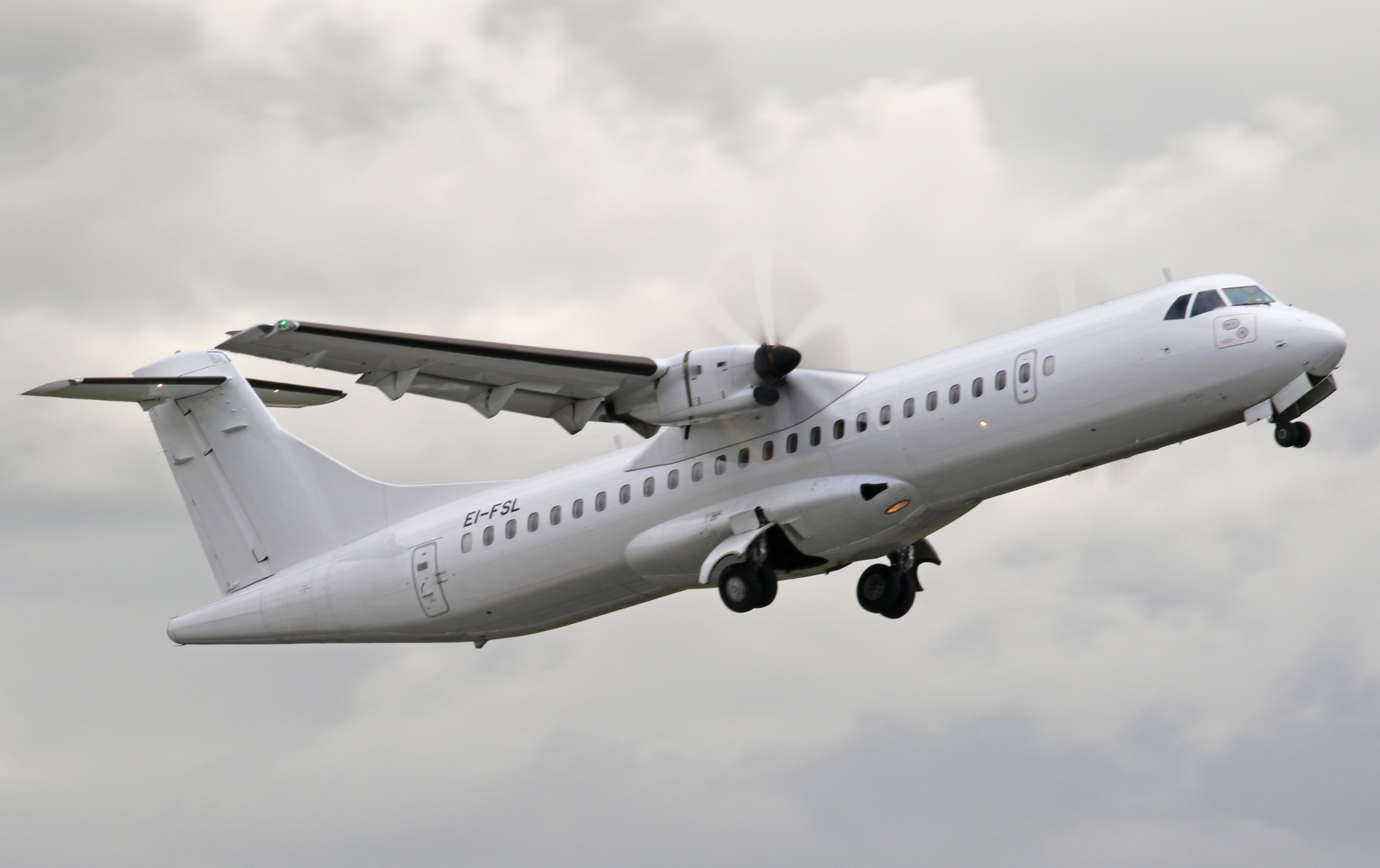
ATR72-600（無塗装で運航することもある）